# 四签名
《四個神秘的簽名》（英語：The Sign of the Four），英國小說家阿瑟·柯南·道爾於1890年所創作第二本以名偵探夏洛克·福爾摩斯為主角的推理小說。故事牽涉到一個印度土王的寶藏，一筆橫財的黑吃黑，以及兩位當事人和被害者當年在流刑地島上的恩怨。
故事發生在1887年，講述了一樁謀殺案其背後一個複雜的密謀，其中提到不列颠东印度公司的服役、印度民族起义、一個被竊的寶物以及由四位罪犯和兩位腐敗監獄看護所擬定的秘密協定。其中指出福爾摩斯的吸毒習慣，並介紹了福爾摩斯對知識的認知水平和介紹華生醫生的未來的妻子瑪麗·摩斯坦。

## 劇情簡介
瑪麗·摩斯坦小姐收到一封奇怪的邀請信，以及每年一顆珍珠，於是上門要求名偵探夏洛克·福爾摩斯的協助調查，福爾摩斯感到事情確實有奇特之處，聯同助手約翰·H·華生主動陪同瑪麗應約。邀約人是一位自稱薩迪斯·舒爾多的男子，舒爾多先生的父親是瑪麗的父親莫斯坦上尉的同僚舒爾多少校，瑪麗的父親之死其實與舒爾多少校有很大關係，因此薩迪斯希望補償予瑪麗。薩迪斯的兄弟巴索羅繆發現了父親留下來的寶藏，於是薩迪斯決定把部分財產分給瑪麗，但當薩迪斯到巴索羅繆的家中時，卻發現巴索羅繆死了。福爾摩斯憑犯人只有一隻腳的線索，追蹤到一名叫強納森·斯摩的人，以及他會使用吹箭的土人夥伴東巴，雙方在泰晤士河上展開汽艇追逐，土人東巴在汽艇追逐中，中槍落水，斯摩將一個寶盒子中的物品通通丟到河中，斯摩落網後，說出隱藏在這筆寶藏背後的故事，原來背後牽涉到在印度獨立戰爭中的一場叛變。原來斯摩才是這批財寶的主人，老舒爾多與莫斯坦上尉是流刑地島上的看守人，當時橫手搶了這筆財寶，於是斯摩發誓要發仇並伺機取回財寶，多年後刑滿出獄的他來到倫敦，發現莫斯坦已經死亡，剩下的舒爾多撒奇斯，有兩個兒子，一個叫巴羅繆，在探查住所時，東巴射出有毒吹箭，殺死了巴羅繆，純然是意外，斯摩本打算搭乘汽艇『曙光女神』(AURORA)逃走，然而追蹤而來的福爾摩斯和警探們，雙方在泰晤士河上展開了一場汽艇追逐戰，結果造成了東巴的死亡，自己也難逃法網。

## 中文譯本
- 東方出版社在1970年代出過福爾摩斯探案《怪盜奪寶》，是為小讀者改寫的簡明版。
- 志文出版社在1990年出過《四簽名》是與《血字的研究》合訂本。

## 外部連結
维基共享资源上的相關多媒體資源：四签名
- A Study in Scarlet - 古腾堡计划